# ليو روسا
(13 ديسمبر 1983 - 9 مارس 2021) ممثل برازيلي. اشتهر بدوره ميغيل كامبوبيلو في المسلسل فيداس أوبوستاس. توفي روسا في 9 مارس 2021 من سرطان الخصية.